# Pogrom di Bucarest
Il pogrom di Bucarest è stato un evento parallelo alla ribellione dei cosiddetti Legionari, i membri dell'organizzazione paramilitare della Guardia di Ferro, tra il 21 ed il 23 gennaio 1941. Mentre i loro privilegi venivano gradualmente rimossi dal Conducător Ion Antonescu, i Legionari si ribellarono. Durante la ribellione e il successivo pogrom, la Guardia di Ferro uccise 125 ebrei e 30 soldati morirono nello scontro con i ribelli. In seguito, il movimento della Guardia di Ferro fu bandito e 9.000 dei suoi membri furono imprigionati.

## Contesto storico
Dopo la prima guerra mondiale la Romania acquisì molti nuovi territori, diventando così la Grande Romania, il riconoscimento internazionale dell'unione formale con questi territori è avvenuto con la condizione di garantire i diritti civili alle minoranze etniche in quelle regioni. I nuovi territori, in particolare la Bessarabia e la Bucovina, includevano un gran numero di ebrei, la cui presenza si distingueva per i loro abiti, costumi e lingua distintivi. Gli intellettuali insieme a una vasta gamma di partiti politici e al clero hanno condotto una campagna antisemita, molti di questi alla fine arrivarono a legare il loro destino politico con la Germania nazista.
Il patto Molotov-Ribbentrop (agosto 1939) consentì all'Unione Sovietica di riprendersi la Bessarabia e la Bucovina settentrionale nel giugno 1940, portando all'ultimatum sovietico del giugno 1940 e all'occupazione sovietica di quelle regioni. Nell'agosto 1940 la Germania e l'Italia mediarono le controversie rumene con l'Ungheria sulla Transilvania, arrivando al secondo arbitrato di Vienna, e con la Bulgaria per quanto riguarda la Dobrugia, come risulta nel trattato di Craiova. Ampie aree della Romania furono così cedute all'Ungheria e alla Bulgaria.
La legislazione antisemita iniziata con il Codice ebraico in Romania, e l'istituzione del governo dello Stato Nazionale Legionario, mise in moto le leggi della rumenizzazione, che privarono gli ebrei della loro proprietà e la distribuirono tra i sostenitori del nuovo regime. Ciò ha creato un'atmosfera in cui l'antisemitismo era visto come legittimo e persino supportato.
Politicamente, il controllo era nelle mani del Conducător Ion Antonescu, a capo del governo di coalizione fascista antisemita, insieme a Horia Sima. Quest'ultimo comandava la milizia paramilitare nota come Guardia di ferro (originariamente chiamata "La Legione dell'Arcangelo Michele", da cui il nome "Legionari"). C'era una grande tensione tra i due leader a causa dei sequestri di proprietà ebraiche da parte della Guardia di ferro. Antonescu pensava che la rapina fosse stata compiuta in modo dannoso per l'economia rumena, e le proprietà rubate non portavano un reale vantaggio per il governo, ma solo ai legionari ed ai loro associati. Oltre alla questione ebraica, i Legionari, conquistando il potere dopo molti anni di persecuzione da parte dell'ex regime di Re Carol II (che uccise il loro primo leader e fondatore Corneliu Zelea Codreanu, detto "il Capitano"), erano vendicativi verso chiunque fosse associato al regime.

## Preparativi per la ribellione
Il disaccordo tra Antonescu e la Guardia di ferro sulla rapina degli ebrei non riguardava la rapina in sé, ma il metodo e la destinazione finale della proprietà rubata. Antonescu riteneva che la rapina dovesse avvenire mediante esproprio, gradualmente, attraverso un ordinato processo di approvazione di leggi antisemite.
I legionari, d'altra parte, volevano rapinare il più possibile, il più rapidamente possibile, utilizzando metodi basati non sulla legge ma sul terrore, sull'omicidio e sulla tortura, inimicandosi anche la minoranza tedesca in Romania. Secondo le leggi della rumenizzazione, gli ebrei erano costretti a vendere molte delle loro attività, un fatto utilizzato da molti rumeni per acquistare quelle attività per quasi nulla. La minoranza tedesca iniziò a fare concorrenza ai legionari offrendo agli ebrei un prezzo migliore (in media, circa un quinto del valore reale). I tedeschi locali avevano il capitale ricevuto in prestito dalla Germania, denaro rumeno pagato ai tedeschi per mantenere le unità militari nel loro territorio, per proteggerli dai sovietici. Antonescu chiese ai legionari di cessare le loro tattiche di terrore, ed i legionari iniziarono a complottare per usurpare Antonescu e assumere il controllo esclusivo del paese.
Inizialmente, i legionari iniziarono a "diffamare" Antonescu, menzionando la sua parentela con gli ebrei (la sua matrigna e la sua ex moglie, che aveva sposato durante una missione diplomatica in Francia, erano ebrei). È stato anche accusato di essere legato alla Massoneria. Secondo la propaganda nazista, i massoni erano nemici dell'umanità, secondi solo agli ebrei nella malvagità.
Nei 20 giorni precedenti la ribellione, il livello di propaganda antisemita è notevolmente aumentato, utilizzando tutti gli strumenti a disposizione dei legionari. La propaganda ha sottolineato la necessità di risolvere il "problema ebraico". Horia Sima e i suoi compagni cercavano la simpatia del regime nazista in Germania anche basandosi sulle somiglianze ideologiche tra il loro movimento e il movimento nazista, e avevano parecchi sostenitori all'interno dell'establishment nazista.
Antonescu, che aveva l'appoggio dell'esercito rumeno, incontrò Adolf Hitler il 14 gennaio 1941, in Germania. Durante questo incontro promise a Hitler la cooperazione della Romania in qualsiasi futuro conflitto tedesco con l'Unione Sovietica, e ottenne l'accordo silenzioso di Hitler per eliminare gli oppositori di Antonescu nel movimento dei legionari. Tra il 17 e il 19 gennaio il movimento Legionario ha condotto una serie di "conferenze" in tutta la Romania, progettate per dimostrare la natura nazionalsocialista del loro movimento e per mostrare la loro lealtà a Hitler.
Antonescu ha preso le sue contromisure per frenare le azioni dei legionari e il 19 gennaio ha emesso un ordine che annulla la loro posizione come commissari della romanizzazione: lavori ben retribuiti, tenuti dai legionari. Inoltre, ha licenziato le persone responsabili degli atti terroristici commessi dai legionari, dal ministro dell'Interno Constantin Petrovicescu ai comandanti della polizia di sicurezza e della polizia di Bucarest, nominando militari leali al loro posto. I militari presero anche il controllo di installazioni strategiche, come centrali telefoniche, stazioni di polizia e ospedali. Gli ufficiali distrettuali dei legionari furono chiamati nella capitale per un'importante consultazione economica, ma si trovarono arrestati nel bel mezzo della riunione.

### Equipaggiamento legionario a Bucarest
Come forza paramilitare, la Guardia di Ferro non ha sofferto la carenza di armi da fuoco mentre era al potere. All'inizio del 1941, solo a Bucarest, i legionari avevano 5.000 pistole (fucili, revolver e mitragliatrici) oltre a numerose bombe a mano. La Legione possedeva anche una piccola forza blindata per lo più simbolica di quattro veicoli: due auto blindate della polizia e due Renault UE Chenillettes dalla fabbrica di Malaxa. La fabbrica di Malaxa produceva su licenza questi veicoli corazzati francesi dalla metà del 1939, e oltre a queste due macchine, la fabbrica forniva anche alla Legione mitragliatrici e fucili. Per il trasporto, la Legione possedeva quasi 200 camion nella sola Bucarest.

## La ribellione
Il 20 gennaio 1941, un ufficiale tedesco, l'aviatore maggiore Döhring fu ucciso a Bucarest da un cittadino greco alle dipendenze dei servizi segreti alleati. Questo omicidio rimane irrisolto, ma è stata la scintilla che ha acceso la ribellione dei legionari. Antonescu aveva sostituito i comandanti della Polizia di sicurezza e della polizia di Bucarest, ma i loro subordinati, che avevano ricevuto gli ordini da Horia Sima, si rifiutarono di consentire ai nuovi comandanti di prendere il loro posto. I legionari armati hanno occupato il ministero degli interni, le stazioni di polizia e altri edifici governativi e municipali, aprendo il fuoco sui soldati che cercavano di riconquistare questi edifici.
I discorsi pubblici di Antonescu, intesi a calmare il pubblico, non sono stati pubblicati o trasmessi, poiché i media erano sotto il controllo dei legionari. I legionari chiamarono il popolo a sollevarsi contro i massoni e gli ebrei, le persone che erano possibili bersagli di assassinio da parte dei legionari furono trattenute, per la loro stessa protezione, presso il ministero dell'interno. I capi dei legionari, guidati da Horia Sima, si sono mossi. I legionari riuscirono nel loro intento facendo invadere in massa le strade di Bucarest dai contadini dei villaggi vicini, rispondendo all'appello a difendere il paese dagli ebrei e dai massoni. I legionari presero il controllo delle stazioni di servizio e delle petroliere e usarono le taniche di petrolio incendiate come armi contro i soldati.
Solo 15 ufficiali fedeli rimasero con Antonescu nel suo palazzo. Per due giorni l'esercito rumeno si è difeso e ha cercato di assediare le roccaforti dei legionari, ma non ha iniziato gli attacchi e ha dato loro mano libera. Durante questo periodo i legionari pubblicarono annunci che affermavano che gli ebrei si erano ribellati. Durante i giorni della ribellione, i giornali dei legionari (gli unici attivi in questo periodo) si impegnarono in una feroce propaganda contro gli ebrei. Alla fine degli articoli comparirebbe il motto "Sai a chi sparare".

## Il pogrom di Bucarest
Il pogrom di Bucarest non fu un effetto collaterale della ribellione, ma un evento parallelo, organizzato di proposito per dare legittimità alla ribellione e per equiparare gli oppositori dei legionari ai simpatizzanti ebrei. Hanno preso parte alle rivolte contro gli ebrei: agenti di polizia fedeli ai legionari, varie organizzazioni legionarie, sindacati dei lavoratori, sindacati studenteschi, studenti delle scuole superiori, rom e sinti e criminali. Gli attacchi ai due quartieri ebraici (Dudeşti e Văcăreşti) sono iniziati poche ore prima della ribellione.
Il ministro Vasile Iasinschi ha dato l'ordine di incendiare i quartieri ebraici e la folla ha fatto irruzione nelle case degli ebrei, nelle sinagoghe e nelle altre istituzioni. I quartieri generali dei legionari divennero centri di tortura e furono portati loro gli ebrei rapiti dalle loro case. Le case degli ebrei furono date alle fiamme e gli ebrei stessi furono concentrati in luoghi dove potevano essere torturati per prendere le loro proprietà e le loro donne violentate. Gli ebrei venivano assassinati a caso, ma anche in esecuzioni pianificate. Alcuni furono scaraventati dagli ultimi piani dell'edificio del quartier generale della polizia e altri uccisi nel mattatoio. I soldati non hanno preso parte al pogrom, né gli ufficiali di polizia fedeli ad Antonescu. Quegli ufficiali furono costretti a consegnare le loro armi e uniformi e furono messi agli arresti.
Oltre a estorcere gli ebrei per i loro beni nascosti, i giovani più sadici (compresi gli adolescenti) hanno preso parte alle torture, per il proprio piacere. Continuarono per ore e persino giorni e notti, i torturatori si alternarono. Gli ebrei venivano derubati di qualsiasi proprietà sulla loro persona, e talvolta anche dei loro vestiti. Furono costretti a consegnare proprietà nascoste altrove, private o comuni, e furono spesso fucilati in seguito, come accadde al tesoriere della comunità. Alcuni ebrei furono costretti a scrivere finte note di suicidio prima di essere uccisi.
I persecutori erano guidati da Mircea Petrovicescu, il figlio del ministro degli interni deposto da Antonescu. Le donne legionarie hanno preso parte al pogrom; tutti i sopravvissuti hanno notato il loro coinvolgimento nella tortura e alcuni dei peggiori atti di abuso sono stati commessi per mano loro. Secondo i testimoni, le donne legionarie hanno spogliato gli uomini ebrei per poi castrarli.
Il 23 gennaio, poche ore prima che la ribellione venisse sedata, un gruppo di legionari selezionò a caso 15 ebrei. Li hanno portati in camion al macello locale, dove sono stati uccisi. Cinque degli ebrei, tra cui una bambina di cinque anni, furono appesi ai ganci del mattatoio, ancora vivi. Sono stati torturati, il ventre tagliato e le interiora appese al collo in una parodia della Shechitah, la macellazione casherut degli animali permessi. I corpi sono stati etichettati come "kosher". Il macello è stato chiuso per una settimana. Quando Antonescu nominò un procuratore militare per indagare sugli eventi al macello, riferì
Il ministro americano in Romania, Franklin Mott Gunther, ha visitato l'impianto di confezionamento della carne dove gli ebrei sono stati massacrati con i cartelli che dicevano "carne kosher" su di loro. Riferì a Washington: "Sessanta cadaveri ebrei furono scoperti sui ganci usati per le carcasse. Erano stati tutti scuoiati ... e la quantità di sangue intorno era la prova che erano stati scuoiati vivi". Gunther disse di essere rimasto particolarmente sconvolto dalla visione di una bambina di cinque anni scuoiata e appesa a un gancio da macellaio affermando di non ritenere possibile una tale crudeltà prima di averla vista in prima persona.
Dell'episodio del mattatoio, l'autore rumeno Virgil Gheorghiu scrisse in seguito:
Durante il pogrom, 125 ebrei di Bucarest furono assassinati: alla fine furono contati 120 corpi e cinque mai ritrovati. Altri ebrei, non della comunità di Bucarest, ma che si trovarono a Bucarest in quel momento, potrebbero essere stati uccisi.
I legionari appiccarono il rogo alle sinagoghe ebraiche e danzarono intorno alle fiamme. Per portare a termine la loro missione hanno usato una cisterna di carburante, hanno spruzzato le pareti di Kahal Grande (la grande sinagoga sefardita) e l'hanno incendiata. Nelle varie sinagoghe i legionari hanno derubato i fedeli, abusato di loro, preso tutti i loro oggetti di valore e stracciato le sacre scritture e gli antichi documenti. Hanno distrutto tutto, anche i gabinetti.
Durante le rivolte 1.274 aziende, negozi, officine e case sono state gravemente danneggiate o distrutte. Dopo la soppressione della ribellione, l'esercito prese il bottino dei legionari in 200 camion (esclusi denaro e gioielli). Alcune sinagoghe furono in parte salvate. La grande sinagoga del tempio corale (Heichal Hakorali) fu salvata dall'incendio, perché i legionari non portavano abbastanza carburante. Nella grande sinagoga c'era una cristiana, Lucreţia Canjia, che ha implorato i rivoltosi di non bruciare la sinagoga, ricordando loro gli insegnamenti cristiani, riuscendo a salvarla.

## La ribellione in altri luoghi
A Turda, Buhuși e Ploiești, centinaia di legionari hanno marciato per le strade cantando canzoni legionarie, ma alla fine si sono dispersi silenziosamente. Due bande di legionari disarmati a Vrata hanno pattugliato la via principale del villaggio, interrogando chiunque avesse tentato di entrarvi. A Piatra Neamț, 600 legionari si sono riuniti per sostenere Sima, ma sono stati pacificamente dispersi dall'intervento della polizia locale. Tuttavia, un piccolo gruppo di legionari ha successivamente vandalizzato le case degli ebrei nella città. A Buzău, i legionari si sono radunati presso la stazione di polizia, ma sono stati circondati da soldati e intrappolati all'interno. A Târgu Frumos, il 20 gennaio il sindaco ha inviato gruppi di legionari adolescenti in treno a Iași. Il punto di gran lunga più attivo della ribellione fuori Bucarest era Brașov. Organizzati meglio che in altri luoghi fuori dalla capitale, i legionari occupavano la gendarmeria, le camere del consiglio, gli uffici comunali, il tesoro, l'ufficio postale e la centrale telefonica, la stazione radio e altri posti della gendarmeria nei villaggi vicini. Cinque legionari armati hanno sequestrato un autobus e tenuto in ostaggio i suoi passeggeri per diverse ore.

## La repressione della ribellione
Durante i giorni della ribellione, Antonescu evitò il confronto diretto con i legionari ma portò unità militari, tra cui 100 carri armati, a Bucarest da altre città. Mentre il caos si diffondeva, preoccupante persino Hitler, che era interessato alla Romania come alleato, l'orribile quadro del pogrom divenne chiaro. Man mano che le storie si diffondevano, la furia dei militari contro i legionari crebbe (i legionari avevano aggredito i soldati catturati, li avevano spogliati delle loro uniformi e persino bruciato molti di loro). Quando Antonescu ritenne il momento più opportuno, diede l'ordine di reprimere la ribellione. I militari, guidati dal generale Ilie Șteflea, represse la ribellione in poche ore con poca difficoltà. I legionari non potevano difendersi dalla potenza di fuoco superiore dei militari. Quando i soldati hanno preso d'assalto le loro roccaforti, i legionari sono fuggiti. Durante le scaramucce 30 soldati furono uccisi e 100 feriti. Il numero di legionari uccisi durante la ribellione era di circa 200, anche se negli anni successivi Horia Sima avrebbe affermato che c'erano state 800 vittime dei legionari. Dopo che la ribellione fu soppressa, Antonescu si rivolse al pubblico alla radio, dicendo loro "la verità", ma senza mai menzionare il pogrom. Chiese alla guarnigione tedesca, che era rimasta a guardare durante la ribellione, di mostrare il proprio sostegno. Le truppe tedesche sono state inviate per le strade di Bucarest, finendo davanti al palazzo del Primo Ministro, dove hanno acclamato Antonescu.
Dopo la caduta dei legionari la tendenza si è invertita e coloro che si erano uniti a loro sono fuggiti. La stampa ha smesso di sostenere i legionari, ma è rimasta antisemita e nazionalista. Alcuni dei leader dei legionari, tra cui Horia Sima, fuggirono in Germania. Circa 9.000 membri del movimento dei legionari sono stati condannati al carcere. I legionari che guidavano il movimento antisemita in Romania erano caduti e non avevano mai ripreso il potere. Tuttavia, il movimento è continuato anche senza di loro, sebbene sia stato ritardato per un po', poiché le atrocità del pogrom di Bucarest sono diventate gradualmente note al pubblico rumeno. Pochi mesi dopo quelle atrocità impallidirono in gravità rispetto a quelle del pogrom di Iaşi, iniziato per ordine di Antonescu. Un leader del pogrom, Valerian Trifa, divenne un religioso ed emigrò negli Stati Uniti, dove divenne cittadino, ma fu privato della cittadinanza nel 1982 e lasciò gli Stati Uniti piuttosto che essere deportato.